# Rhododendron nanjianense
Rhododendron nanjianense là một loài thực vật có hoa trong họ Thạch nam. Loài này được K.M. Feng & Z.H. Yang miêu tả khoa học đầu tiên năm 1987.